# Programa de Transição
O Programa de Transição ou Programa Transitório (em Portugal), elaborado por Leon Trotsky em 1938, teve como objetivo definir bases programáticas para a construção da IV Internacional. Trotsky acreditava que era preciso auxiliar as massas trabalhadoras a encontrar uma "ponte" entre as reivindicações que tivessem naquele momento e o que seriam bandeiras programáticas propriamente revolucionárias. Defendia que se elaborasse um sistema de reivindicações transitórias, construindo um programa de acordo com as condições momentâneas e a consciência momentânea de amplas camadas da classe trabalhadora, mas que fosse capaz de conduzir à conquista do poder pelo proletariado.

## Informações gerais
O programa de transição é uma unidade dialética de três elementos:
- 1. A definição das tarefas históricas da classe operária elaboradas por Marx e Engels;

- 2. A sua concretização num esboço de programa de transição a partir da experiência da revolução de outubro de 1917;

- 3. A luta contra a degeneração dos Estados operários.

A ideia de escrever um programa de transição para o socialismo surgiu da contradição percebida por Trotsky entre a maturidade das condições objetivas para a vitória da revolução e a imaturidade das condições subjetivas para esta vitória, ou seja, para o autor, o nível baixo de consciência de classe do proletariado e a fragilidade de sua direção. O programa de transição foi elaborado para a conferência de fundação da IV Internacional, aprovado quando de sua realização em setembro de 1938.

## Divisão estrutural
1. As premissas objetivas para uma revolução socialista
2. O Proletariado e a sua liderança
3. O Programa mínimo e o programa de transição
4. Escala móvel de salários e escala móvel das horas de trabalho
5. Sindicatos na época de transição
6. Comitês de fábrica
7. Segredos Comerciais e o controle operário da indústria
8. A Expropriação de certos grupos de capitalistas
9. A Expropriação da banca privada e a estatização do sistema de crédito
10. Os piquetes de greves, os destacamentos de combate, a milícia operária, o armamento do proletariado
11. A aliança dos operários e camponeses
12. A luta contra o imperialismo e contra a guerra
13. O governo operário e camponês
14. Os sovietes
15. Os países atrasados e o programa das reivindicações transitórias
16. Programa de reivindicações transitórias nos países fascistas
17. A União Soviética e as tarefas da época de transição
18. Contra o oportunismo e o revisionismo sem princípios
19. Contra o sectarismo
20. Sob a bandeira de IV Internacional

## Principais abordagens
- Aspectos da Revolução Socialista

Para afirmar que as condições para a revolução socialista já estão dadas Trotsky parte de uma análise econômica da sociedade. O argumento é de que “a premissa econômica da revolução proletária” já alcançou o seu ponto mais elevado. Ou seja, que o mais importante dos fatores que é a condição econômica da sociedade, já foi conquistado, o que implica dizer que as forças produtivas não crescem mais, e que não existe nenhum impedimento a substituição econômica da ordem capitalista.
- As forças produtivas e o seu crescimento

Podemos chamar de forças produtivas, tudo que está envolvido no processo de produção material dentro de uma sociedade, como por exemplo, os trabalhadores, as máquinas, a técnica empregada, Trotsky afirma que o conjunto das forças produtivas da sociedade capitalista deixou de crescer, pois alcançaram o ponto mais alto de seu desenvolvimento. 
Trotsky previu que algum desenvolvimento poderia acontecer mesmo sob o sistema capitalista, contudo este crescimento estaria ligado a destruição de parte das forças produtivas. De fato isso se confirmou logo em seguida com a 2ª Guerra Mundial.
- O papel das novas invenções

As novas invenções já não cumprem mais o mesmo papel do passado, não colaborando atualmente para um real crescimento da riqueza material. As novas invenções na verdade não ajudam de forma geral a diminuir o problema do desemprego, ou estimular o crescimento material da sociedade.
- A crise histórica da humanidade

A crise em que a humanidade vive atualmente está relacionada à sobrevivência da sociedade capitalista. A necessidade de transição rumo a um novo sistema social. Se as condições econômicas já estão maduras, se a economia capitalista não mais desenvolve as forças produtivas, o que impede o proletariado de tomar o poder? A resposta a isso é o papel das direções dos movimentos revolucionários em todo o mundo. Se as condições estão dadas para a revolução e a revolução não acontece, o problema é a crise da direção revolucionária. Por isso Trotsky afirma que a crise histórica da humanidade é a crise de direção.
- Possíveis mudanças em uma situação pré-revolucionária

Segundo Trotsky, não existe mudança  de uma situação pré-revolucionária para uma revolucionária nas condições atuais devido ao caráter oportunista da direção do proletariado, os laços traidores, os acordos que faz com a burguesia e toda a sua política que visa conter a revolução.
- Fatores determinantes no movimento de massas

Dentre os fatores que determinam o movimento de massas, segundo Trotsky temos de um lado as condições objetivas do capitalismo que está em um processo de deterioração, o que guia as massas rumo à revolução e de outro lado temos a atitude traidora da direção das organizações operárias. O fator decisivo, porém é o histórico que não se submete as direções traidoras e que de acordo com o longo processo de elaboração do materialismo histórico determina a tomada de poder pelas massas trabalhadoras.
- As frentes populares e o fascismo

As frentes populares e o Fascismo segundo Trotsky, são os últimos recursos políticos do imperialismo na luta contra a revolução proletária.
- Programa mínimo e máximo

O programa mínimo segundo Trotsky é o conjunto de todas as reivindicações democráticas que deveriam ter sido atendidas pelo próprio capitalismo e que seriam desenvolvidas na nova etapa socialista através de um programa de reivindicações máximo. Como reivindicações mínimas, podemos destacar os direitos sociais, direito a voto, emprego etc.  Historicamente temos uma separação do programa mínimo e do máximo devido as diversas etapas até se chegar a revolução socialista, o que faz com que um conjunto de reivindicações mínimas sejam atendidas para que depois tenhamos um número maior de reivindicações máximas, atendidas pela própria revolução socialista. Um trecho que exemplifica bem este conceito no Programa de Transição é:
"A IV Internacional não rejeita as reivindicações do velho programa mínimo, à medida que elas conservaram alguma força vital. Defende incansavelmente os direitos democráticos dos operários e suas conquistas sociais. Mas conduz este trabalho diário ao quadro de uma perspectiva correta, real, ou seja, revolucionária. A medida que as velhas reivindicações parciais mínimas das massas se chocam com as tendências destrutivas e degradantes do capitalismo decadente - e isto ocorre a cada passo -, a IV
Internacional avança um sistema de REIVINDICAÇÕES TRANSITÓRIAS, cujo sentido é dirigir-se, cada vez mais aberta e resolutamente, contra as próprias bases do regime burguês. O velho programa mínimo é contentemente ultrapassado pelo PROGRAMA DE TRANSIÇÃO, cuja tarefa consiste numa mobilização sistemática das massas em direção à revolução proletária."
- A tarefa estratégica da IV internacional

A tarefa estratégica da IV internacional segundo Trotsky, não consiste em reformar o Capitalismo, mas sim derrubá-lo. Seu objetivo político é a conquista do poder pelo proletariado para realizar a expropriação da burguesia.
- O programa de transição e sua utilidade

O programa de transição é um conjunto de reivindicações transitórias que tem como objetivo ultrapassar as reivindicações do programa mínimo de reivindicações democráticas em direção a revolução proletária.
- Escala móvel de salários e horas de trabalho

As palavras de ordem: Escala móvel de salários e Escala móvel das horas de trabalho também são apresentadas por Trotsky no Programa de Transição.
A escola móvel de salários consiste no aumento de salários conforme o aumento dos bens de consumo. Ou seja caso aumente o preço dos produtos consumidos pelo conjunto da população deve aumentar também os salários.
A escala móvel de horas de trabalho consiste na divisão do trabalho entre todos os operários existentes, de forma a não existirem desempregados. Mesmo trabalhando menos do que antes da escala móvel de horas, o trabalhador deve receber o mesmo salário que recebia por uma semana de trabalho. Isto consiste em dividir as tarefas entre todos os operários, mesmo que a grande parte deles venham a trabalhar por exemplo três dias da semana e não os cinco dias, ou por um período de tempo inferior a quarenta horas semanais.

## Texto completo
- Programa de Transição em português no Marxists Internet Archive
- Para baixar em domínio público